# هلدر کوستا
هلدر وندر سوسا د آزودو ا کوستا (پرتغالی: Hélder Wander Sousa de Azevedo e Costa؛ زادهٔ ۱۲ ژانویهٔ ۱۹۹۴) بازیکن فوتبال اهل پرتغال است.
از باشگاه‌هایی که در آن بازی کرده‌است می‌توان به بنفیکا، دپورتیوو لاکرونیا، موناکو، ولورهمپتون واندرز و لیدز یونایتد اشاره کرد.
وی همچنین در تیم ملی فوتبال پرتغال بازی کرده‌است.